# Лемхен, Хацкель Абрамович
Хацкель Абрамович Лемхен (в ряде изданий также — Хацкелис Лемхенас, лит. Chackelis Lemchenas; 21 апреля 1904, Папиле, ныне в составе Акмянского района — 11 ноября 2001, Вильнюс) — литовский лингвист-литуанист и переводчик, один из крупнейших специалистов по литовскому языку. Лауреат Государственной премии Литовской ССР (1987).

## Биография
Родился в г. Папиле. Родители — Абрам и Рахиль Лемхены из г. Жагаре, владевшие чесальной, красильной и прядильной мастерскими. Был младшим ребёнком в семье.
В 1915 году, в ходе массовых высылок евреев из прифронтовой зоны, семья оказалась в Пензе. В 1921 г. Хацкель вернулся в Литву, окончил гимназию, где отличился очень высоким уровнем знания литовского языка, в то время как его родным языком был идиш.
С 1924 года публикуется (статьи в литовской прессе, переводы литературных произведений с русского и идиш), преподаёт литовский язык в гимназиях гг. Укмерге, Шяуляя и Каунаса. В 1936 году окончил университет Витаутаса Великого в Каунасе, тогда как родители остались в Жагаре (отец был членом городского совета).
До войны занимался изучением литовских диалектов, а также истории евреев Литвы.
В 1941 году — узник Каунасского гетто. Знание языков спасло ему жизнь — ему было поручено сортировать конфискованную нацистами литературу, подготовленную к вывозу в Германию. В ходе «детской акции» 27-28 марта 1944 г. в гетто погибли двое его малолетних сыновей, Виктор и Азарий. Оставшиеся в живых жители гетто были депортированы в концлагерь Дахау. 
После войны в 1945 году Лемхен вернулся в Литву. Жена Элла, освобождённая из концлагеря, осталась тяжело больной. В 1949—1975 годах работал переводчиком в издательстве политической и научной литературы (ныне «Минтес»). Перевёл на литовский язык рукописи Ленина. Затем в 1975—1980 годах был редактором издательства «Мокслас».
В 1949 году опубликован «Русско-литовский словарь» под его редакцией, выдержавший до 1997 года восемь изданий (в 1987 году за этот словарь ему присуждена государственная премия Литовской ССР). Автор «Краткого школьного русско-литовского словаря» (1968, 1971).
Составил словарь литуанизмов в идише (1970, дополненное издание 1995), опубликовал ряд исследований по фонетике северного (литовского) диалекта этого языка.
Родственник Лемхена из Австралии Род Фридман снял о нём документальный фильм «Дядя Хацкель» (1999).